# Ordinul Phoenix (organizație)
Ordinul Phoenix este o organizație fictivă, în seria de cărți Harry Potter, scrisă de J.K.Rowling. Fondată de Albus Dumbledore pentru a lupta împotriva lui Voldemort și ai adepților lui, ea este aminitită pentru prima oară în Harry Potter și Ordinul Phoenix.

## Membri ai Ordinului

### Primii
Următorii au fost membrii ai Ordinului Phoenix în timpul primei dominați a lui Voldemort și câțiva ani înainte de evenimentele din cărțile Harry Potter. Mulți dintre ei au făcut parte mai târziu din Ordinul Phoenix reconstituit.
| Nume                 | Servici aduse Ordinului |
| -------------------- | --- |
| Sirius Black         | A evadat din Azkaban și plecat să-și servească Ordinul. A ajutat la învrângerea a doi devoratri într-o bătălie. A fost omorât de către Bellatrix Lestrange în bătălia din Departmentul Misterelor. |
| Edgar Bones          | Omorît împreună cu soția și copilul lui în Prmiul Război Vrăjitoresc. Edgar Bones a fost fratele lui Amelia Bones. Nepoata ei, Susan Bones, este elevă la Hogwarts în același an cu Harry. |
| Caradoc Dearborn     | A dispărut în Primul Război, cel mai probabil ucis de către Devoratorii Morții. |
| Dedalus Diggle       | Se întâlnește cu Harry Potter de multe ori înainte să aflăm că face parte din Ordinul Phoenix. Diggle făcea parte din Garda Avansată care la ajutat pe Harry să scape din casa familiei Dursley în cartea a cincea. În ultima carte, i-a ajutat pe Dursley să ajungă într-o zonă pretejată. Devoratorii Morții i-au distrus casa. |
| Elphias Doge         | Coleg de clasă cu Dumbledore. El scrie a scris un necrolog în Profetul zilei cu articole care îi i-au apărarea lui Dumbledore. El a făcut parte din Garda de Protecție în cea de-a cincea carte. |
| Aberforth Dumbledore | Barmanul din Cap de Mistreț din satul Hogsmade și fratele lui Albus Dumbledore. L-a ajutat pe Harry să scape de Devoratori și să pătrundă în Hogwarts în Talismanele Morții. De asemenea el a ajutat în Lupta de la Hogwarts și l-a învins pe Augustus Rookwood                                                                   |
| Albus Dumbledore     | Fondatorul Ordinului și considerat cel mai mare vrăjitor . A fost omorât de către Severus Plesneală în ceea ce s-a aflat mai târziu a fi acțiune plănuită de însuși Dumbledore. El l-a învins pe întunecatul vrăjitor Grindelwald.                                                                                                |